# ارزنجة سفلي (تايباد)
ارزنجة سفلي (بالفارسية:روستای ارزنچه سفلی) هي إحدى القری التابعة لـ ريف بايين ولايت في قسم مركزي من مقاطعة تايباد، في محافظة خراسان رضوي الإيرانية.

## السكان
- حسب إحصاءات سنة 2006، بلغ إجمالي السكان في هاذهي القرية الإيرانية 1162 نسمة وعدد المساكن 258 مسكن.[2]

## وصلات خارجية
- إدارة مقاطعة تايباد
- بلدية تايباد
- إدارة تعليم تايباد